# Liste der Kulturgüter in Teufen
Die Liste der Kulturgüter in Teufen enthält alle Objekte in der Gemeinde Teufen im Kanton Appenzell Ausserrhoden, die gemäss der Haager Konvention zum Schutz von Kulturgut bei bewaffneten Konflikten, dem Bundesgesetz vom 20. Juni 2014 über den Schutz der Kulturgüter bei bewaffneten Konflikten sowie der Verordnung vom 29. Oktober 2014 über den Schutz der Kulturgüter bei bewaffneten Konflikten unter Schutz stehen.
Objekte der Kategorien A und B sind vollständig in der Liste enthalten, Objekte der Kategorie C fehlen zurzeit (Stand: 1. Januar 2023). Unter übrige Baudenkmäler sind zusätzliche Objekte zu finden, die gemäss Angaben des kantonalen Denkmalschutzes als kommunale Kulturobjekte eingestuft wurden und nicht bereits in der Liste der Kulturgüter enthalten sind.

## Kulturgüter
| Foto |                                                                                      | Objekt                                                    | Kat. | Typ | Standort                             | Beschreibung |
| ---- | ------------------------------------------------------------------------------------ | --------------------------------------------------------- | ---- | --- | ------------------------------------ | --- |
| ja   | Datei hochladen · Wikidata zu Gmündertobelbrücke (Schwanenbrücke) (Q19362447)        | Gmündertobelbrücke KGS-Nr.: 09074                         | A    | G   | Steinerstrasse N.N. 744161 / 250304  | Objekt liegt hälftig auf Gemeindegebiet von Teufen (KGS-Nr. 09074) und Stein (KGS-Nr. 10511). |
| ja   | Datei hochladen · Wikidata zu Bäuerliches Fabrikantenhaus (Q29651262)                | Bäuerliches Fabrikantenhaus KGS-Nr.: 00504                | B    | G   | Gstalden 490 745458 / 251662         | Ehemals Wohnhaus und Wirtschaft von Zimmermeister und Landammann Gebhard Zürcher (1701-1781), der nach Mitteilung seines Biographen Dr. Titus Tobler (1806-1877) sein Haus selbst erbaut hat. Holzgiebelhaus mit barock profilierten Pfettenkonsolen, 18. Jh., mit rundbogigem, kämpferlosem Portal und Reihenfenstern. Gestemmtes Täfer in ursprünglicher Art nur an den beiden vollen Obergeschossen der sonnengebräunten Front, darüber ist die Balkenwand sichtbar. Im Hausflur sandsteinerne Türgewände, ein rechteckiges und ein rundbogiges. Ein weiteres rundbogiges und gefastes Türgewände zum tonnengewölbten Keller. In der Wohnstube ein zweigeschossiger, dreiachsiger Wandschrank aus Kirschbaumholz. «Stadel» an der Nordostseite vorspringend. |
| ja   | Datei hochladen · Wikidata zu Bauernhaus (Q29651273)                                 | Bauernhaus KGS-Nr.: 00505                                 | B    | G   | Obere Gählern 949 748449 / 251521    | Bauernhaus, wohl 1. Hälfte 17. Jh., besass noch 1913 über der Stubentüre die eingelegte Jahreszahl «1633». Ähnlich wie das «Zythus» und in gleicher SSO-Stellung. |
| ja   | Datei hochladen · Wikidata zu Goldibach-Brücke (1805) (Q29651333)                    | Goldibach-Brücke (1805) KGS-Nr.: 00513                    | B    | G   | Goldibach N.N. 747693 / 249806       | |
| ja   | Datei hochladen · Wikidata zu Ehemalige Mühle (Q29651306)                            | Ehemalige Mühle KGS-Nr.: 00516                            | B    | G   | Obere Lochmühle 658 747978 / 249316  | Mahl- und Sägemühle mit Bäckerei. An der 1805/06 erbauten jüngeren ehemaligen Landstrasse von Sammelbüel über die Rotenbrücke nach Bühler. Vermutliche Gründung oder jedenfalls Neubau um 1803 durch Meister Sebastian Tanner von Herisau. Unter diesem Datum verewigten sich er und seine Frau Barbara Scherzinger mit den Initialen «M.SB:T 18 * 03 F * B * SIZ •» im Fries eines zweitürigen marmorierten Wandschranks im zweiten Obergeschoss des Wohnhauses. Der Name der Mühle ist seit 1806 mehrmals bezeugt, seit 1862 infolge Besitzerwechsels auch als «Kriemlersmüli» bezeichnet. Schöne Gruppe von Wohnhaus mit nachträglich erhöhtem Walmdach und mit vergipsten Traufhohlkehlen, von Waschhaus mit Walmdach, von frei stehendem «Stadel» und einst auch von reizendem Speicher mit hohem Mauersockel und Satteldach, an dessen Stelle in jüngster Zeit ein Wohnhaus errichtet worden ist. |
| ja   | Datei hochladen · Wikidata zu Reformierte Kirche (Q1270606)                          | Reformierte Kirche KGS-Nr.: 00518                         | B    | G   | Dorf 1 747130 / 250623               | Neu erbaut 1776–79 von Hans Ulrich Grubenmann, wie die Mehrzahl der reformierten Grubenmann-Kirchen mit spitzem Turmhelm; die ungewöhnliche Breite des Schiffs demonstriert Grubenmanns können, weite Räume ohne Stützen zu überspannen; behäbiges Walmdach. Im Innern Rokoko-Stuckaturen von 1777. Innenrenovation 1959-1960 durch Paul Trüdinger. |
| ja   | Datei hochladen · Wikidata zu Bauernhaus (Q29651290)                                 | Bauernhaus KGS-Nr.: 11460                                 | B    | G   | Au 1157 744312 / 251022              | |
| ja   | Datei hochladen · Wikidata zu Wohnhaus (Q29651345)                                   | Wohnhaus KGS-Nr.: 11461                                   | B    | G   | Hautetenstrasse 818 744159 / 251488  | |
| ja   | Datei hochladen · Wikidata zu Ehemalige Mühle (Q29651308)                            | Ehemalige Mühle KGS-Nr.: 11462                            | B    | G   | Buchenmühle 614 748319 / 250620      | Ehemals bedeutende Mahl- und Sägemühle. 1720 indirekt bezeugt. Wahrscheinlich um 1725 Errichtung des noch bestehenden stattlichen Gebäudes für Meister Daniel Örtli. Die Jahreszahl «1725» und die Initialen «MDÖ» des Bauherrn sind jedenfalls in einem Fenstersturz des gemauerten Mühletrakts eingemeisselt. Sechsgeschossiges Giebelhaus in WSW-Stellung mit geradem, an der Nordseite herabgeschlepptem Satteldach, mit weit ausladenden verschalten Klebdächern über den drei unteren Wohngeschossen und Reihenfenstern. In der Stube des ersten Obergeschosses stand bis um 1970 ein «1728» datierter, grün glasierter Kastenkachelofen mit schwarz gestirnten Füllungskacheln, mit Reliefkacheln an den Ecklisenen und durchbrochenen Kranzkacheln am rechteckigen Turmaufsatz. Im zweiten Obergeschoss ein vierachsiger Wandschrank mit schablonenhafter Architekturmalerei einer verspäteten Renaissance, mit der Jahreszahl «1752» und den Besitzerinitialen «M • lH[ligiert] • ö • F • C • ZB» von Meister Johannes Örtli und Frau Catharina Zuberbühler im Fries. Vom ehemaligen Backofen eine Sandsteinplatte, an der Hausfront eingelassen, die in einer Vierpasskartusche eingemeisselt die Jahreszahl «1791» und die Besitzerinitialen «MMTÖ / FMLH» von Meister Matthias Örtli und Frau Magdalena Haas trägt. Im Mühleraum ein mächtiger, gefaster Mittelpfosten mit profiliertem Unterzug und mit Kopfbügen zur Stützung der Wohngeschosse darüber. An der Rückseite des Wohnhauses in gleicher Dachflucht angefügt, doch schmaler, ein Kornspeicher, der eine grosse getäferte Kammer birgt. Frei stehender «Stadel». |
| ja   | Datei hochladen · Wikidata zu Heidenhaus (Q29651338)                                 | Heidenhaus KGS-Nr.: 11463                                 | B    | G   | Egg 941 747369 / 251576              | Heidenhaus in SSO-Stellung mit angebautem «Stadel». |
| ja   | Datei hochladen · Wikidata zu Bauernhaus (Q29651293)                                 | Bauernhaus KGS-Nr.: 11464                                 | B    | G   | Egglistrasse 14 746332 / 250602      | |
| ja   | Datei hochladen · Wikidata zu Bauernhaus (Q29651267)                                 | Bauernhaus KGS-Nr.: 11465                                 | B    | G   | Farnbüel 567 747800 / 251174         | |
| ja   | Datei hochladen · Wikidata zu Bauernhaus (Q29651298)                                 | Bauernhaus KGS-Nr.: 11470                                 | B    | G   | Hintere Gstalden 853 745187 / 251774 | |
| ja   | Datei hochladen · Wikidata zu Ehemaliger Pulverturm (Q29651315)                      | Ehemaliger Pulverturm KGS-Nr.: 11471                      | B    | G   | Schönenbüel 673 747362 / 249564      | In Walsers Chronik von 1740 und seither mehrmals erwähnt. Angeblich 1718 erbaut. Der Standort ist auf der Ansicht Trogens aus nördlicher Richtung von Joh. Ulrich Schellenberg und David Herrliberger 1757 in der Legende eigens vermerkt und auf den topographischen Karten der Gemeinde Trogen von Joh. Ulrich Fitzi, 1826-1830, etwa 212 «Schritt» nördlich der Waisenanstalt in der Schurtanne eingetragen; vom gleichen Zeichner entsprechend auch in einem Federaquarell mit Trogen vom südlichen Nistelbüel aus festgehalten. Dem quadratischen Turm mit Zeltdach widmete Viktor Tobler zudem eigens eine Zeichnung. |
| ja   | Datei hochladen · Wikidata zu Bauernhaus (Q29651265)                                 | Bauernhaus KGS-Nr.: 11472                                 | B    | G   | Spiessenrüti 495 745727 / 251450     | Bauernhaus von 1724. In der Balkenwand des Giebelfeldes eingeschnitzt die Jahreszahl «1724» zusammen mit den Initialen «HS» (verbunden) des Baumeisters und Bauherrn Hans Spiess. Anlage und Konstruktion des Gebäudekomplexes ähnlich wie bei Nr. 514, aber nicht mehr so stilrein erhalten. An der Südwestflanke als Besonderheit ein Fensterwagen unter einem Klebdach. In der Küche eine Ofenwand aus grün glasierten, schwarz gemusterten Reliefkacheln und ein noch funktionierendes Rutenkamin mit Rauchfang. In allen Geschossen Türgerichte aus der Bauzeit. |
| ja   | Datei hochladen · Wikidata zu Wolfsstein (Q29651347)                                 | Wolfsstein KGS-Nr.: 11474                                 | B    | F   | Steineggwald 750080 / 252158         | 1695 wurde im Steineggerwald zwischen Teufen und Speicher der letzte Appenzeller Wolf erlegt. Eingehauen wurde die Inschrift bei der Waldvermessung im Jahr 1882. |
| ja   | Datei hochladen · Wikidata zu Bauernhaus (Q29651270)                                 | Bauernhaus KGS-Nr.: 11476                                 | B    | G   | Tobel 974 748897 / 251831            | Bauernhaus mit Tätschdach in Giebelstellung, 1560 erbaut. Die Jahreszahl im Giebelfeld über dem Firstkammerfenster eingeschnitzt. Täferung der Front nur am ersten und teilweise am zweiten Obergeschoss. |
| ja   | Datei hochladen · Wikidata zu Bauernhaus (Q29651301)                                 | Bauernhaus KGS-Nr.: 11478                                 | B    | G   | Wellenrüti 585 748256 / 251316       | |
| ja   | Datei hochladen · Wikidata zu Ehemalige Mühle «Pfauen« (Q29651312)                   | Ehemalige Mühle «Pfauen» KGS-Nr.: 11480                   | B    | G   | Wette 1067, 1067.1 749689 / 251466   | Gasthaus und Bäckerei zum Pfauen. Eine Mühle ist 1720 indirekt bezeugt. 1837 unter Hans Jakob Kriemler Verwandlung der Schenke (Reifwirtschaft) in ein Gasthaus (Schildwirtschaft), 1858 hiess die «ehemalige Kriemlers Mühle» Zuherbühlers Mühle. Der noch bestehende stattliche Gebäudekomplex an der 1807-1811 neu angelegten Landstrasse nach Speicher erhielt seine einheitliche klassizistische Gestalt wahrscheinlich um 1837. Das Gasthaus, ein Walmdachhaus in ONO-Stellung, und der «Stadel», ebenfalls mit Walmdach, sind durch die Strasse voneinander getrennt, über diese hinweg aber durch eine gedeckte Brücke miteinander verbunden. Klassizistischer Hauseingang mit Dreieckgiebel, Haustüre mit Rauten und Schilden in den Füllungen, Wirtshausschild mit Pfau, in der Gaststube ein Büfett, Türen und Tische aus Kirschbaumholz, wohl alles um 1837. An die Ostecke des Wohnhauses fügte sich bis 1969 ein Sägewerk. |
| ja   | Datei hochladen · Wikidata zu Bauernhaus (Q29651280)                                 | Bauernhaus KGS-Nr.: 11482                                 | B    | G   | Zugenhaus 564 747592 / 251181        | Sechsgeschossiges Bauernhaus mit Mansardgiebeldach und barock profilierten Pfettenkonsolen in SSO-Stellung, wahrscheinlich 1775 erbaut. Die Jahreszahl «1775», mit dem Renovationsjahr «1935» und den Initialen des damaligen Bauherrn auf das Täfer im Giebelfeld aufgemalt, könnte einer authentischen Jahreszahl an der Balkenwand unter dem Täfer, das ursprünglich kaum bis zum Giebelfeld reichte, entsprechen. |
| ja   | Datei hochladen · Wikidata zu Bauernhaus (Q29651295)                                 | Bauernhaus KGS-Nr.: 14896                                 | B    | G   | Gstalden 487 745413 / 251616         | |
| ja   | Datei hochladen · Wikidata zu Bauernhaus (Q29651275)                                 | Bauernhaus KGS-Nr.: 14897                                 | B    | G   | Gstalden 489 745430 / 251665         | Ehemaliges Wohnhaus des Ratsherrn und Zimmermeisters Ulrich Grubenmann (1693-1753), eines Vetters zweiten Grades der drei bekannteren Baumeisterbrüder. Holzgiebelhaus, wahrscheinlich noch 1. Hälfte 17. Jh., was die Holzkonstruktion mit Vorstössen und schwach geneigtem Satteldach anbetrifft, jedoch mit einem 1744 unter Grubenmann neu gestalteten Erdgeschoss. Das korbbogige, kämpferlose Portal in Stilverspätung mit rustikalen Renaissanceornamenten und mit herzförmigen Seitenlichtern. In einer Kartusche des Bogen-scheitels in Relief die Jahreszahl «1744» und die Initialen «MVG» von Meister Ulrich Grubenmann. Die ursprünglich symmetrisch angeordneten Reihenfenster sind durch den Wohnanbau an der Südwestseite verändert. «Stadel» an der Nordostflanke. |
| ja   | Datei hochladen · Wikidata zu Bauernhaus (Q29651285)                                 | Bauernhaus KGS-Nr.: 14898                                 | B    | G   | Gstaldenstrasse 493 745420 / 251559  | |
| ja   | Datei hochladen · Wikidata zu Bauernhaus (Q29651287)                                 | Bauernhaus KGS-Nr.: 14899                                 | B    | G   | Obere Gählern 952 748468 / 251605    | |
| ja   | Datei hochladen · Wikidata zu Bauernhaus (Q29651278)                                 | Bauernhaus KGS-Nr.: 14900                                 | B    | G   | Spiessenrüti 498 746042 / 251356     | Bauernhaus, wohl 1. Hälfte 17. Jh., mit symmetrischer Anordnung der Reihenfenster. Auch an der Rückseite symmetrische Anordnung der Fenster. Hier mit Abwürfen und geschweiften Seitenbrettern. Im Inneren ein dreitüriges Büfett aus Kirschbaumholz, eine mit Blumen bemalte Türe, 18. Jh., und profilierte Türstürze. Das Rutenkamin wurde entfernt, ein Kastenkachelofen, dat.: «1708», veräussert. Frei stehender «Stadel» mit in «Schwemmi»-Konstruktion ausgeführter Scheune. |
| ja   | Datei hochladen · Wikidata zu Bauernhaus (Q29651282)                                 | Bauernhaus KGS-Nr.: 14901                                 | B    | G   | Spiessenrüti 514 746103 / 251323     | Bauernhaus von 1708. Nach glaubwürdiger Hofüberlieferung lernten zwei von drei Söhnen eines gewissen Spiess, dem das ältere Haus Nr. 498 gehörte, das Zimmermannshandwerk. Ulrich Spiess erbaute sich nun dieses Heim südöstlich vom Vaterhaus, Hans Spiess 1724 dasjenige nordwestlich davon. Die im Giebelfeld zwischen je zwei Ziffern der Jahreszahl «17-08» eingeschnitzten Initialen «VS» bezeichnen somit den Bauherrn und Baumeister zugleich. Die sonnengebräunte Hausfront noch in der aussergewöhnlichen originalen Gestaltung des 18.Jahrhunderts: Reihenfenster nur am ersten Wohngeschoss, mit Brusttäfer und Zugläden. Darüber gepaarte Fenster mit schwenkbaren Tafelläden, zwei Paare am zweiten Obergeschoss, ein Paar an der Firstkammer, im Giebelfeld eine Estrichluke (Taubenschlag), alle in symmetrischer Anordnung. Weitere Gliederung der Front durch Vorstösse (vorstehende Balkenköpfe, auch Gwettköpfe genannt) in vertikaler und durch Zahnschnittfriese in horizontaler Richtung. Unter den Fusspfetten schöne Volutenkonsolen. An der Rückseite Abwürfe mit geschweiften Seitenbrettern. Die Scheune des an der Nordostseite angefügten «Stadels» in «Schwemmi»-Konstruktion. |
| ja   | Datei hochladen · Wikidata zu Ehemaliges Weberhaus (Q29651318)                       | Ehemaliges Weberhaus KGS-Nr.: 14902                       | B    | G   | Wellenrüti 586 748278 / 251330       | |
| ja   | Datei hochladen · Wikidata zu Gedeckte Brücke "Rotenbrücke" (Q29651321)              | Gedeckte Brücke "Rotenbrücke" KGS-Nr.: 14903              | B    | G   | Rotbach 748097 / 249292              | Die Rotenbrücke ist eine gedeckte Holzbrücke über den Rotbach bei Teufen. Sie wurde 1862 gebaut und 1972 durch eine Betonbrücke ersetzt. Sie wurde zerlegt und am neuen Standort, bei der Oberen Lochmühle wieder errichtet. Objekt liegt hälftig auf Gemeindegebiet von Teufen (KGS-Nr. 14903) und Stein (KGS-Nr. 10511). |
| ja   | Datei hochladen · Wikidata zu Museum für Baukultur - Sammlung Grubenmann (Q27489068) | Museum für Baukultur - Sammlung Grubenmann KGS-Nr.: 14904 | B    | S   | Zeughausplatz 1 747648 / 250305      | |
| ja   | Datei hochladen · Wikidata zu Wohnhaus (Q29651342)                                   | Wohnhaus KGS-Nr.: 14905                                   | B    | G   | Wellenrüti 587 748230 / 251279       | |
| ja   | Datei hochladen · Wikidata zu Zythus (Q29651349)                                     | Zythus KGS-Nr.: 14906                                     | B    | G   | Zythus 956 748483 / 251482           | «Zythus» (Haus mit Uhr). Bauernhaus, in SSO-Stellung weithin sichtbar am Südrand einer Terrasse, mit symmetrischer Anordnung der Reihenfenster und auffallend zurückstehendem «Stadel», 1. Hälfte 17. Jh., spätestens 1638. Ehemaliges Wohn- und Wirtshaus von Landammann Conrad Zellweger (1559-1648), von Beruf Glaser, Glasmaler und Wirt, der vermutlich kurz vor seiner 1613 erfolgten Wahl zum Landammann vor der Sitter von Herisau nach Teufen übersiedelte. Die Identität des Hauses ist bezeugt durch die Anschrift des Historikers Joh. Caspar Zellweger auf einer von zwei um 1819 von Joh. Ulrich Fitzi gezeichneten Ansichten des Gebäudekomplexes im Fahnen- und Wappenbuch durch die Ausstattung mit Wappenscheiben von 1638 und 1642, die derselbe Historiker 1818 «aus dem Haus des alten Landammann Cunradt Zellweger auf Gähleren in Teufen» gekauft zu haben ausdrücklich vermerkt, schliesslich durch die in der Firstkammer durch den Landammann eingerichtete Ratsstube mit der Uhr, deren Zifferblatt an der Aussenfront links der Firstkammerfenster weithin sichtbar war, wie sich auch deren Stundenschlag weit herum vernehmen liess. Verkauf der Uhr 1936, der weitern Ausstattung der Ratsstube später. Diese bestand noch aus Täfer und zwei Zweifeldertüren, in deren Füllungen schwarze Mauresken gemalt waren, aus Felderdecke und Butzenscheiben. Von deren Neuaufstellung zusammen mit Möbeln anderer Herkunft beim Kunsthändler J. Münch, Lausanne, existieren zwei Photographien. |

## Übrige Baudenkmäler
| ID   | Foto |                                                            | Objekt                         | Typ | Standort                           | Beschreibung |
| ---- | ---- | ---------------------------------------------------------- | ------------------------------ | --- | ---------------------------------- | ------------ |
| 42   | ja   | Datei hochladen · Wikidata zu Haus Oertli (Q130325406)     | Haus Oertli                    | G   | Speicherstrasse 9 747376 / 250802  |              |
| 165  | ja   | Datei hochladen · Wikidata zu Haus (Q130325483)            | Haus                           | G   | Dorf 18 747223 / 250690            |              |
| 168  | ja   | Datei hochladen · Wikidata zu Kornhändlerhaus (Q130325623) | Kornhändlerhaus                | G   | Hechtstrasse 1 747184 / 250661     |              |
| 169  | ja   | Datei hochladen                                            | Haus                           | G   | Dorf 20 747174 / 250653            |              |
| 170  | ja   | Datei hochladen                                            | Haus                           | G   | Hechtstrasse 2 747191 / 250633     |              |
| 196  | ja   | Datei hochladen                                            | Ehemaliges Altersheim Bächli   | G   | Bächli 196 746993 / 250458         |              |
| 210  | ja   | Datei hochladen                                            | Wohn- und Gewerbehaus          | G   | Dorf 4 747069 / 250621             |              |
| 220  | ja   | Datei hochladen                                            | Haus                           | G   | Dorf 6 747013 / 250658             |              |
| 221  | ja   | Datei hochladen                                            | Nebengebäude                   | G   | Dorf .1 746999 / 250651            |              |
| 226  | ja   | Datei hochladen                                            | Remise und Stall mit Wohntrakt | G   | Speicherstrasse 5 747325 / 250772  |              |
| 230  | ja   | Datei hochladen                                            | Haus Restaurant Blume          | G   | Speicherstrasse 1 747285 / 250741  |              |
| 236  | ja   | Datei hochladen                                            | Zwei Holzgiebelhäuser          | G   | Dorf 15, 16 747217 / 250722        |              |
| 238  | ja   | Datei hochladen                                            | Haus                           | G   | Dorf 14 747193 / 250698            |              |
| 240  | ja   | Datei hochladen                                            | Haus                           | G   | Dorf 13 747188 / 250694            |              |
| 242  | ja   | Datei hochladen                                            | Haus                           | G   | Dorf 12 747186 / 250693            |              |
| 244  | ja   | Datei hochladen                                            | Haus                           | G   | Dorf 11 747175 / 250684            |              |
| 251  | ja   | Datei hochladen                                            | Haus                           | G   | Gremmstrasse 10 747141 / 250775    |              |
| 252  | ja   | Datei hochladen                                            | Haus                           | G   | Gremmstrasse 12 747150 / 250804    |              |
| 270  | ja   | Datei hochladen                                            | Haus                           | G   | Gremmstrasse 7 747127 / 250733     |              |
| 272  | ja   | Datei hochladen                                            | Haus                           | G   | Hörliweg 272 747087 / 250714       |              |
| 274  | ja   | Datei hochladen                                            | Nebengebäude                   | G   | Hörliweg 274.1 747083 / 250732     |              |
| 276  | ja   | Datei hochladen                                            | Gemeindehaus                   | G   | Dorf 9 747133 / 250674             |              |
| 277  | ja   | Datei hochladen                                            | Schulhaus Dorf                 | G   | Dorf 8 747104 / 250663             |              |
| 296  | ja   | Datei hochladen                                            | Haus                           | G   | Unterrain 2 746913 / 250727        |              |
| 302  | ja   | Datei hochladen                                            | Haus                           | G   | Unterrain 4 746892 / 250730        |              |
| 709  | ja   | Datei hochladen                                            | Haus                           | G   | Göbsistrasse 709 747702 / 249846   |              |
| 957  | ja   | Datei hochladen                                            | Schulhaus Gählern              | G   | Untere Gählern 957 748427 / 251356 |              |
| 1233 | ja   | Datei hochladen                                            | Haus                           | G   | Hörli 1233 747036 / 250759         |              |

Legende: Siehe Legende der Liste der Kulturgüter von nationaler und regionaler Bedeutung. Anstelle der KGS-Nummer wird als Objekt-Identifikator (ID) die Gebäudenummer der kantonalen Denkmalpflege angegeben.